# Чагуанас
Чагуа́нас — найбільше місто Тринідада і Тобаго (за переписом населення 2000 року).
Довгий час був другорядним містом; швидкий ріст почався у 1980-ті. 1990 року місто отримало статус автономного муніципалітету (до цього воно було частиною графства Кароні).